# فالکون سایکلز

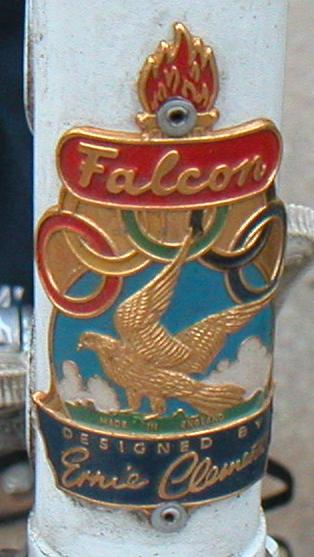
نشان فالکون سایکلز

فالکون سایکلز (انگلیسی: Falcon Cycles) شرکت موتورسیکلت‌سازی بریتانیایی است، که در سال ۱۸۸۰ تأسیس شد.